# Рыжова, Татьяна Николаевна
Татья́на Никола́евна Рыжо́ва (13 августа 1941, Москва — 21 июля 2012, там же) — советская и российская актриса театра, продолжатель актёрской династии Бороздиных — Музилей — Рыжовых на подмостках Малого театра.

## Биография
Родилась в семье народного артиста СССР актёра Малого театра Николая Ивановича Рыжова. Последний представитель театральной династии, актёры которой выходили на сцену Малого театра с 1848 (дочь Татьяна — преподаватель английского языка в Международном Университете в Москве (МУМ), внук — студент МУМ на отделении «Предпринимательство в культуре»).

Фарфоровое блюдо с генеалогическим древом династии, выпущенное по заказу администрации Малого театра к юбилею актёрской династии Бороздиных — Музилей — Рыжовых.

Училась в Высшем театральном училище (институте) им. М. С. Щепкина (класс Н. А. Анненкова) на одном курсе с Ярославом Барышевым, Олегом Далем, Михаилом Кононовом, Виктором Павловым, Виталием Соломиным, Маргаритой Фоминой. В 1963 году была принята в труппу Малого театра. Стаж работы в Малом (единственное место работы) — 49 лет.
В последний раз как актриса вышла на сцену филиала Малого на Ордынке 29 апреля 2012 года. Скончалась 21 июля 2012 года после тяжелой и продолжительной болезни. Похоронена на Ваганьковском кладбище в могилу прабабки Варвары Петровны Музиль-Бороздиной и супруга Олега Матвеевича Егорова. Отпевание состоялось 25 июля в центральной церкви Ваганьковского кладбища.

## Признание и награды
- 1999 — медаль ордена «За заслуги перед Отечеством» II степени (Указ № 1434 от 25.10.1999)
- 2006 — медаль ордена «За заслуги перед Отечеством» I степени (Указ № 813 от 01.08.2006)[2]
- Ветеран труда

## Семья
- Отец — Николай Иванович Рыжов.
- Мать — Лидия Дмитриевна Рыжова.
- Супруг — Олег Матвеевич Егоров.
- Дочь — Егорова, Татьяна Олеговна.
- Внук — Владислав.

## Роли

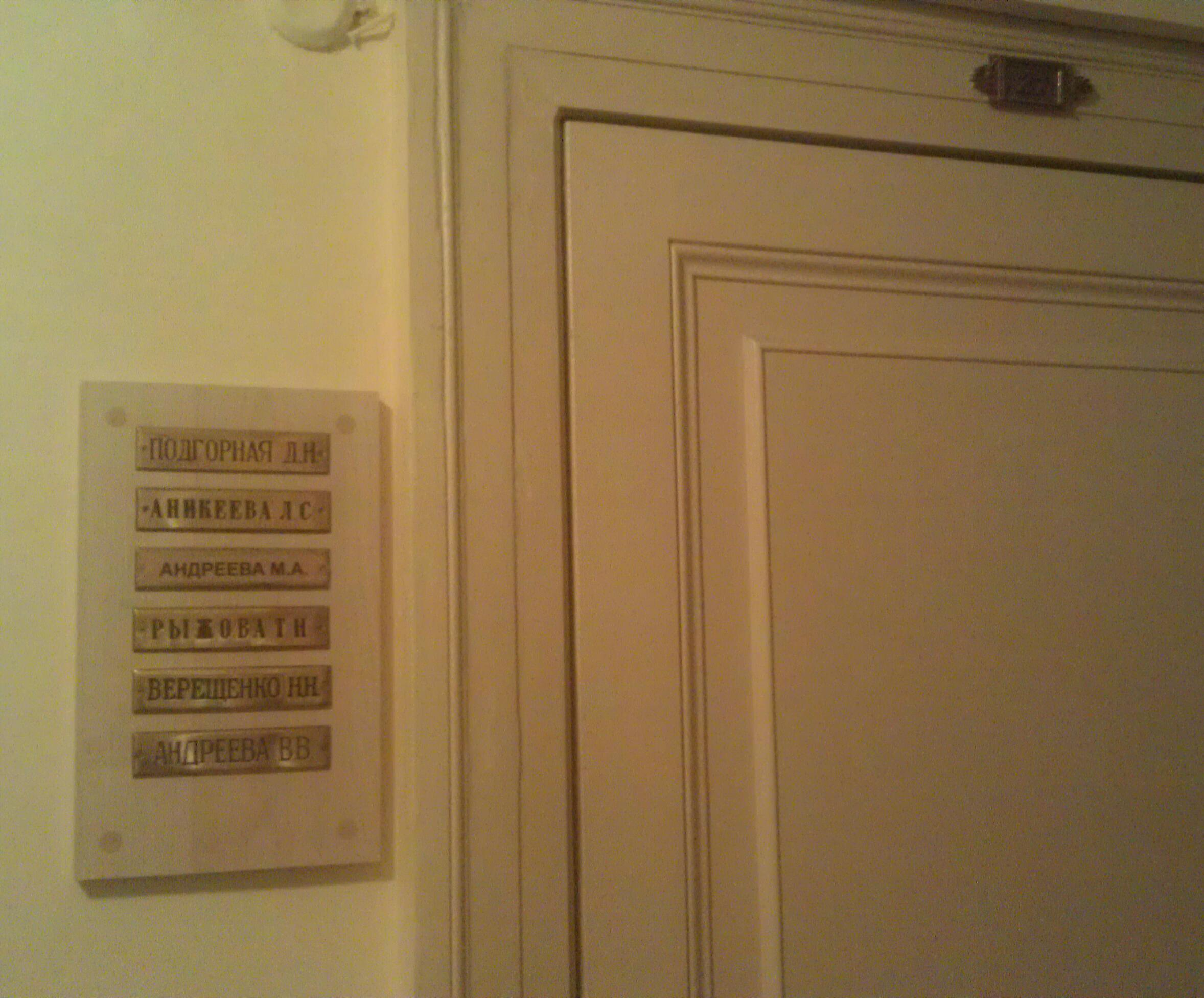
Гримуборная актрисы в Малом театре

- 09.09.1963 (ввод): «Власть тьмы» (по Л. Толстому) — девушка
- 17.09.1963 (ввод): «Живой труп» (по Л. Толстому) — зрительница в суде
- 22.09.1963 (ввод): «Гроза» (А. Островского) — девушка
- 30.09.1963 (премьера): «Бабьи сплетни» (К. Гольдони) — маска
- 13.01.1964 (ввод): «Веер леди Уиндермиер» (О. Уайльда) — Розали
- 09.02.1964 (ввод): «Горе от ума» (А. Грибоедова) — княжна
- 25.03.1964 (премьера): «Дачники» (М. Горького) — барышня в голубом
- 18.04.1964 (премьера): «Человек из Стратфорда» (С. Алёшина) — 3-я придворная дама
- 10.05.1964 (ввод): «Иванов» (А. Чехова) — гостья
- 12.12.1964 (ввод): «Человек из Стратфорда» (С. Алёшина) — 1-я придворная дама
- «Порт-Артур» (по И. Попову и А. Степанову) — гостья на балу у Стесселей
- 19.03.1965 (премьера): «Умные вещи» (С. Маршака) — эпизоды
- 04.04.1965 (ввод): «Каменное гнездо» (Х. Вуолийоки) — Сандра
- 22.06.1965 (ввод): «Рождество в доме синьора Купьелло» Э. де Филиппо — Нинучча
- 05.09.1965 (ввод): «Умные вещи» (С. Маршака) — дочка барина
- 16.11.1965 (ввод): «Дачники» (М. Горького) — барышня в розовом
- 03.12.1965 (ввод): «Власть тьмы» (по Л. Толстому) — 1-я девка
- 26.11.1966 (премьера): «Стакан воды» (Э. Скриба) — 3-я дама
- 21.02.1967 (премьера): «Оптимистическая трагедия» (Вс. Вишневского) — женщина на палубе
- 22.10.1967 (премьера): «Джон Рид» (Е. Симонова) — старшая дочь Рокфеллера
- 29.10.1967 (ввод): «Горе от ума» (А. Грибоедова) — графиня-внучка
- 18.03.1968 (ввод): «Дипломат» (С. Алёшина) — Марселла

- 25.04.1969 (премьера): «Господин Боркман» (Г. Ибсена) — Фрида Фулдал
- 1970 (ввод): «Признание» (по С. Дануглову) — супруга Френсиса
- 15.03.1971 (премьера): «Пропасть» (И. Дарваша) — Тавасине
- 07.02.1972 (ввод): «Доктор философии» (по Б. Нушичу) — Клара
- 21.10.1973 (премьера): «Конёк-Горбунок» (П. Ершова) — Кобылица
- 14.04.1974 (премьера): «Одиннадцатая заповедь» (Ф. Шамберка) — Эмма
- 21.06.1975 (премьера): «Вечерний свет» (А. Арбузова) — официантка
- 04.12.1975 (премьера): «Горе от ума» (А. Грибоедова) — графиня-внучка
- 16.05.1976 (премьера): «Беседы при ясной луне» (по В. Шукшину) — продавщица
- 25.03.1980 (премьера): «Женитьба Бальзаминова» (А. Островского) — Анфиса Панфиловна
- 23.02.1981 (премьера): «Целина» (по Л. Брежневу) — целинница
- 07.10.1986 (ввод): «Накануне» (по И. Тургеневу) — Анна Васильевна
- 30.04.1988 (ввод): «Холопы» (П. Гнедича) — приживалка
- 22.02.1989 (премьера): «Сказки Голливуда» (К. Хэмптона) — Марта Фейхтвангер
- 11.07.1992 (премьера): «Обрыв» (по И. Гончарову) — Настасья Петровна
- 06.02.1993 (ввод): «Конёк-Горбунок» (П. Ершова) — 5-я баба
- 18.06.1993 (ввод): «Не было ни гроша, да вдруг алтын» (А. Островского) — девица
- 28.12.1995 (премьера): «Снежная королева» (Е. Шварца) — Ворона
- 14.03.1998 (ввод): «Царь Борис» (А. К. Толстого) — Дементьевна
- 15.03.1998 (ввод): «Тайны мадридского двора» (Э. Скриба и Э. Легуве) — придворная дама
- 06.06.1999 (премьера): «Сказка о царе Салтане» (А. Пушкина) — Ткачиха
- 26.12.2007 (премьера): «Власть тьмы» (по Л. Толстому, режиссёр Ю. Соломин) — соседка